# Toda (Saitama)
Toda (戸田市, Toda-shi) és una ciutat de la prefectura de Saitama, al Japó.
El 2015 tenia una població estimada de 132,880 habitants i una densitat de població de 7313 habitants per km². Té una àrea total de 18,17 km².

## Geografia
Toda està situada al sud-est de la prefectura de Saitama, vorejada pel riu Arakawa pel sud. El riu Sasame creua la ciutat de nord a sud fins a unir-se a l'Arakawa. Fa frontera pel sud amb el barri especial d'Itabashi, de Tòquio.

## Història
Toda fou fundada l'1 d'octubre de 1966.